# Європейська патентна конвенція

Європейська патентна конвенція (ЄПК), також відома як Конвенція про видачу європейських патентів від 5 жовтня 1973 року — багатосторонній міжнародний договір, що засновує Європейську патентну організацію (ЄПОрг) та забезпечує автономну правову систему, відповідно до якої видаються європейські патенти. Термін «європейський патент» використовується для позначення патентів, виданих відповідно до Європейської патентної конвенції. Однак європейський патент — це не унітарне право, а група по суті незалежних патентів, які мають юридичну силу на національному рівні та які можуть бути відкликані на національному рівні, які підлягають централізованому анулюванню або звуженню як група відповідно до двох типів уніфікованих процедур після видачі: обмежена в часі процедури заперечення, яку може ініціювати будь-яка особа, крім власника патенту, і процедури обмеження та анулювання, які можуть бути ініціюється лише власником патенту.
ЄПК забезпечує правовий ґрунт для видачі європейських патентів через єдину гармонізовану процедуру в Європейському патентному офісі (ЄПО). Одна заявка на патент однією мовою може бути подана до ЄПО у Мюнхені, до її філії в Гаазі, до його підрозділу в Берліні, або до національного патентного відомства Договірної Держави, якщо це дозволяє національне законодавство Держави.
Станом на 2025 рік Україна не підписала Європейську патентна конвенцію під час процесу європейської інтеграції, проте досі не відкликала підписи з Євразійської патентної конвенції в рамках СНД.

## Історія
У вересні 1949 року французький сенатор Анрі Лоншамбон запропонував Раді Європи створити Європейський патентний офіс. Його пропозиція, відома як «план Лоншамбона», ознаменувала початок роботи над європейським патентним правом, спрямованим на «європейський патент». Однак Комітет експертів Ради з патентних питань не визнав його план можливим. Тим не менш, засідання Комітету призвели до двох конвенцій: однієї про формальності, необхідні для патентних заявок (1953 р.) і іншої про міжнародну класифікацію патентів (1954 р.). Потім Комітет Ради продовжив свою роботу над матеріальним патентним правом, результатом чого стало підписання Страсбурзької патентної конвенції в 1963 році.
У 1973 році відбулася Мюнхенська дипломатична конференція для створення Європейської системи видачі патентів, після чого в Мюнхені було підписано Конвенцію (конвенцію іноді називають «Мюнхенською конвенцією»). Підписання Конвенції стало завершенням десятирічної дискусії, під час якої Курт Гертель, якого багато хто вважає батьком Європейської патентної організації, та Франсуа Савіньон відіграли вирішальну роль.
Конвенція була офіційно підписана 16 країнами 5 жовтня 1973 року.
Конвенція набула чинности 7 жовтня 1977 року для наступних перших країн: Бельгії, Німеччини (тоді Західної Німеччини), Франції, Люксембургу, Нідерландів, Швейцарії та Сполученого Королівства, а також 1 травня 1978 року для Швеції. Проте перші патентні заявки були подані 1 червня 1978 року (дата встановлена Адміністративною радою, яка провела своє перше засідання 19 жовтня 1977 року). Згодом інші країни приєдналися до ЄПК.
ЄПК є окремою від Європейської Унії (ЄУ), і її членства не стосується; Швейцарія, Ліхтенштейн, Туреччина, Монако, Ісландія, Норвегія, Північна Македонія, Сан-Марино, Албанія, Сербія, Сполучене Королівство та Чорногорія є сторонами ЄПК, але не є членами ЄУ. Крім того, ЄУ не є учасницею ЄПК, хоча всі держави-члени ЄУ є учасниками ЄПК. Станом на березень 2025 року Конвенція діє в 39 країнах. 1 жовтня 2022 року Чорногорія стала 39-ю Договірною державою.
Дипломатична конференція була проведена в листопаді 2000 року в Мюнхені для перегляду Конвенції, серед іншого, щоб включити в ЄПК нові розробки в міжнародному праві та додати рівень судового перегляду рішень апеляційних рад. Переглянутий текст, неофіційно названий Європейська патентна конвенція 2000 року, набула чинности 13 грудня 2007 року.

### Угоди про співпрацю з державами, які не є учасницями договору: угоди про продовження та підтвердження
| Договірні держави Європейської патентної конвенції, з відповідною датою набуття чинності | Договірні держави Європейської патентної конвенції, з відповідною датою набуття чинності                       | Договірні держави Європейської патентної конвенції, з відповідною датою набуття чинності                       |
| Дати                                                                                     | Держави | Держави |
| ---------------------------------------------------------------------------------------- | --- | --- |
| 7 жовтня 1977                                                                            | Бельгія, Німеччина (тоді Західна Німеччина), Франція, Люксембург, Нідерланди, Швейцарія, Сполучене Королівство | Бельгія, Німеччина (тоді Західна Німеччина), Франція, Люксембург, Нідерланди, Швейцарія, Сполучене Королівство |
| 1 травня 1978                                                                            | Швеція | Швеція |
| 1 грудня 1978                                                                            | Італія | Італія |
| 1 травня 1979                                                                            | Австрія | Австрія |
| 1 квітня 1980                                                                            | Ліхтенштейн | Ліхтенштейн |
| 1 жовтня 1986                                                                            | Греція Іспанія                                                                                                 | Греція Іспанія                                                                                                 |
| 1 січня 1990                                                                             | Данія | Данія |
| 1 грудня 1991                                                                            | Монако | Монако |
| 1 січня 1992                                                                             | Португалія | Португалія |
| 1 серпня 1992                                                                            | Ірландія | Ірландія |
| 1 березня 1996                                                                           | Фінляндія | Фінляндія |
| 1 квітня 1998                                                                            | Кіпр | Кіпр |
| 1 листопада 2000                                                                         | Туреччина | Туреччина |
| 1 липня 2002                                                                             | Болгарія Естонія Словаччина Чехія                                                                              | Болгарія Естонія Словаччина Чехія                                                                              |
| 1 грудня 2002                                                                            | Словенія | Словенія |
| 1 січня 2003                                                                             | Угорщина | Угорщина |
| 1 березня 2003                                                                           | Румунія | Румунія |
| 1 березня 2004                                                                           | Польща | Польща |
| 1 листопада 2004                                                                         | Ісландія | Ісландія |
| 1 грудня 2004                                                                            | Литва | Литва |
| 1 липня 2005                                                                             | Латвія | Латвія |
| 1 березня 2007                                                                           | Мальта | Мальта |
| 1 січня 2008                                                                             | Норвегія Хорватія                                                                                              | Норвегія Хорватія                                                                                              |
| 1 січня 2009                                                                             | Північна Македонія                                                                                             | Північна Македонія                                                                                             |
| 1 липня 2009                                                                             | Сан-Марино | Сан-Марино |
| 1 травня 2010                                                                            | Албанія | Албанія |
| 1 жовтня 2010                                                                            | Сербія | Сербія |
| 1 жовтня 2022                                                                            | Чорногорія | Чорногорія |

| Держави, які мають угоду з Європейським патентним офісом (ЄПО) про розширення (E) або валідацію (V), з відповідною датою набрання чинності | Держави, які мають угоду з Європейським патентним офісом (ЄПО) про розширення (E) або валідацію (V), з відповідною датою набрання чинності | Держави, які мають угоду з Європейським патентним офісом (ЄПО) про розширення (E) або валідацію (V), з відповідною датою набрання чинності |
| Дати | Держави | Держави |
| --- | --- | --- |
| 1 грудня 2004 | Боснія і Герцеговина (E) | Боснія і Герцеговина (E) |
| 1 березня 2015 | Марокко (V) | Марокко (V) |
| 1 листопада 2015 | Молдова (V) | Молдова (V) |
| 1 грудня 2017 | Туніс (V) | Туніс (V) |
| 1 березня 2018 | Камбоджа (V) | Камбоджа (V) |
| 15 січня 2024 | Грузія (V) | Грузія (V) |

| Держави, які мали угоду про продовження терміну дії з ЄПВ, і які зараз є Договірними державами ЄПК | Держави, які мали угоду про продовження терміну дії з ЄПВ, і які зараз є Договірними державами ЄПК | Держави, які мали угоду про продовження терміну дії з ЄПВ, і які зараз є Договірними державами ЄПК |
| Період, протягом якого діяла угода                                                                 | Період, протягом якого діяла угода                                                                 | Держави                                                                                            |
| Від                                                                                                | До                                                                                                 | Держави                                                                                            |
| -------------------------------------------------------------------------------------------------- | -------------------------------------------------------------------------------------------------- | -------------------------------------------------------------------------------------------------- |
| 1 березня 1994                                                                                     | 30 листопада 2002                                                                                  | Словенія                                                                                           |
| 1 березня 1994                                                                                     | 31 грудня 2007                                                                                     | Хорватія                                                                                           |
| 5 липня 1994                                                                                       | 30 листопада 2004                                                                                  | Литва                                                                                              |
| 1 травня 1995                                                                                      | 30 червня 2005                                                                                     | Латвія                                                                                             |
| 1 лютого 1996                                                                                      | 30 квітня 2010                                                                                     | Албанія                                                                                            |
| 15 жовтня 1996                                                                                     | 28 лютого 2003                                                                                     | Румунія                                                                                            |
| 1 листопада 1997                                                                                   | 31 грудня 2008                                                                                     | Північна Македонія                                                                                 |
| 1 листопада 2004                                                                                   | 30 вересня 2010                                                                                    | Сербія                                                                                             |
| 1 березня 2010                                                                                     | 30 вересня 2022                                                                                    | Чорногорія                                                                                         |

Протягом історії ЄПК деякі держави, які не є учасницями, укладали угоди про співпрацю з Європейською патентною організацією, відомі як угоди про розширення або валідацію. Потім ці держави стали «державами розширення» або «державами перевірки», що означає, що європейські патенти, видані ЄПО, можуть бути поширені на ці країни шляхом сплати додаткових зборів і виконання певних формальностей. Такі угоди про співпрацю укладаються президентом Європейського патентного офісу від імені Європейської патентної організації згідно зі статті 33(4), вони не ґрунтуються на «прямому застосуванні ЄПК, а виключно на національному законодавстві, створеному за зразком ЄПК», і існують, щоб допомогти у встановленні прав національної власності в цих державах. Як і у випадку з державами-учасницями ЄПВ, права, надані європейським патентам, підтвердженим/поширеним на ці держави, є такими самими, як і національні патенти в цих державах. Однак поширення європейського патенту або патентної заявки на ці держави «не підпадає під юрисдикцію апеляційних палат [ЄПО]».
Станом на жовтень 2022 року Боснія і Герцеговина має угоду про продовження дії з ЄПО, щоб фактично цю державу можна було вказати в європейській патентній заявці. Кілька інших «держав розширення» з тих пір стали державами-учасницями ЄПК. Крім того, так звані «угоди про перевірку» з Марокко, Молдовою, Тунісом і Камбоджею також діють з 1 березня 2015 року, 1 листопада 2015 року, 1 грудня 2017 року та 1 березня 2018 року відповідно. Наступна угода про валідацію була підписана з Грузією 31 жовтня 2019 року та набула чинности 15 січня 2024 року.

## Правова природа і зміст
Європейська патентна конвенція є «спеціальною угодою у значенні статті 19 Конвенції про охорону промислової власності, підписаної в Парижі 20 березня 1883 року та востаннє переглянутої 14 липня 1967 року, а також регіональним патентним договором у значенні статті 45, параграфа 1 Договору про патентну кооперацію від 19 червня 1970 року». Європейська патентна конвенція наразі не веде до видачі централізованих патентів у всіх 39 країнах, хоча патент Європейської Унії забезпечить унітарну дію: централізована правова сила у 24 з 27 країн Європейської Унії.
Зміст Конвенції включає кілька текстів на додаток до основних 178 статей. Ці додаткові тексти, які є невід’ємними частинами Конвенції:
- «Імплементаційний регламент Конвенції про видачу європейських патентів», широко відомий як «Імплементаційний регламент». Функція Інструкції про впровадження полягає у «більш детальному визначенні того, як слід застосовувати статті». У разі протиріччя між положеннями ЄПК та положеннями Імплементаційних інструкцій перевагу мають положення ЄПК.
- «Протокол про юрисдикцію та визнання рішень щодо права на видачу європейського патенту», широко відомий як «Протокол про визнання». Цей протокол стосується права на видачу європейського патенту, але застосовується виключно до європейських патентних заявок.
- «Протокол про привілеї та імунітети Європейської патентної організації», широко відомий як «Протокол про привілеї та імунітети»;
- «Протокол про централізацію Європейської патентної системи та про її запровадження», широко відомий як «Протокол про централізацію»;
- «Протокол про тлумачення статті 69 Конвенції»;
- «Протокол щодо штату Європейського патентного відомства в Гаазі», широко відомий як «Протокол щодо персоналу».

## Матеріальне патентне право
Одна з найважливіших статей Конвенції, стаття 52(1)  під назвою «Патентоздатні винаходи», говорить:
Європейські патенти видаються на будь-які винаходи в усіх галузях техніки за умови, що вони є новими, мають винахідницький рівень і придатні для промислового застосування.
Ця стаття є «фундаментальним положенням ЄПК, яке регулює патентоспроможність винаходів».
Однак ЄПК надає додаткові вказівки щодо того, що можна патентувати, а що ні. Зокрема, ЄПК встановлює виключення згідно зі статтею 52(2) і (3) EPC та виключення згідно зі статтею 53 ЄПК.
По-перше, відкриття, наукові теорії, математичні методи, естетичні твори, схеми, правила та методи виконання розумових дій, ігор або ведення бізнесу, комп’ютерні програми та представлення інформації не вважаються винаходами і виключаються з патентоспроможності лише в тій мірі, в якій винахід стосується цих сфер як таких. Це «негативний, невичерпний список того, що не слід розглядати як винахід у значенні статті 52(1) ЄПК». (Для отримання додаткової інформації див. також: Патенти на програмне забезпечення за Європейською патентною конвенцією).
Другий набір виключень або винятків включає:
- Винаходи, що суперечать «публічному порядку» або моралі (стаття 53(a) ЄПК),
- Сорти рослин або тварин і, по суті, біологічні процеси для виробництва рослин і тварин (стаття 53(b) ЄПК), і
- Методи лікування тіла людини або тварини шляхом хірургічного втручання або терапії та діагностичні методи, що застосовуються на тілі людини або тварини (стаття 53(c) ЄПК),[28] які були виключені з «соціально-етичних міркувань і міркувань громадського здоров’я». Однак продукти, «зокрема речовини або композиції», призначені для використання в будь-якому з цих терапевтичних або діагностичних методів, не виключаються з патентоспроможності.[29]

## Процедура видачі
Конвенція також містить положення, що встановлюють вимоги до подання європейських заявок, процедуру видачі, процедуру оскарження та інші аспекти, пов’язані з судовим переслідуванням патентних заявок відповідно до Конвенції.
Заявки на європейські патенти можна подавати будь-якою мовою, але вони розглядаються лише однією з трьох офіційних мов ЄПО – англійською, французькою та німецькою. Якщо заявку подано мовою, відмінною від офіційної, переклад має бути подано однією з трьох офіційних мов протягом двох місяців із дати подання. Офіційна мова подання (або перекладу) прийнята як «мова провадження» та використовується ЄПО для спілкування.
Заявки на європейські патенти розглядаються подібно до більшості патентних систем – винахід шукають і публікують, а потім перевіряють на відповідність вимогам ЄПК.
На етапі судового переслідування європейський патент є єдиним регіональним провадженням, і «видача європейського патенту може бути подана для однієї чи кількох Договірних держав». Усі Договірні держави вважаються зазначеними після подання європейської патентної заявки. і призначення повинні бути «підтверджені» пізніше під час процедури шляхом сплати зборів за призначення. Після видачі ЄПО європейський патент фактично починає існувати як група національних патентів у кожній із визначених Договірних держав.

## Процедура заперечення
Існує лише два типи централізованих процедур після надання: процедура заперечення та процедури обмеження та анулювання. Процедура заперечення, яка регулюється ЄПК, дозволяє третім особам подавати заперечення проти європейського патенту протягом 9 місяців з дати видачі цього патенту. Це квазі-судовий процес, який підлягає оскарженню і може призвести до збереження, збереження у зміненій формі або анулювання європейського патенту. Водночас із запереченням європейський патент може бути предметом судового розгляду на національному рівні (наприклад, спір про порушення). Національні суди можуть призупинити таке провадження щодо порушення до отримання результатів провадження щодо заперечення, щоб уникнути паралельного провадження та невизначеності, яка може виникнути внаслідок цього.

## Грант, дія і потреба в перекладах
На відміну від уніфікованого регіонального характеру європейської патентної заявки, виданий європейський патент фактично не має такого унітарного характеру, за винятком процедури оскарження.  Іншими словами, один європейський патент в одній Договірній державі фактично не залежить від того самого європейського патенту в кожній іншій Договірній державі, за винятком процедури заперечення.
Європейський патент надає права його власнику в кожній Договірній державі, щодо якої він виданий, з дати публікації згадки про його видачу в Європейському патентному бюлетені. Це також дата публікації документа B1, тобто опису європейського патенту. Це означає, що європейський патент надається та надає права в усіх визначених ним Договірних державах на дату згадки про видачу, незалежно від того, чи подано встановлений переклад до національного патентного відомства пізніше (хоча пізніше може вважатися, що право ніколи не існувало в будь-якій конкретній державі, якщо переклад не буде згодом подано вчасно, як описано нижче).
Щоб уникнути втрати права, переклад виданого європейського патенту має бути подано в деяких державах-учасницях ЄПК. Зокрема, у Договірних державах, які «встановлюють [d], що якщо текст, у якому Європейський патентний офіс має намір видати європейський патент (...), складено не однією з його офіційних мов, заявник або власник патенту повинен надати своєму центральному відомству промислової власності переклад цього тексту на одну зі своїх офіційних мов на його вибір або, якщо ця держава приписала використання однієї конкретної офіційної мови, на цю мову». Європейський патент є void ab initio у визначеній Договірній державі, якщо необхідний переклад (якщо вимагається) не подано протягом встановленого терміну після видачі. В інших Договірних державах не потрібно подавати переклад, наприклад, в Ірландії, якщо європейський патент подано англійською мовою. У тих Договірних державах, де діє Лондонська угода, вимога щодо подання перекладу європейського патенту була повністю або частково скасована. Якщо потрібен переклад, може також стягуватися плата за публікацію такого перекладу.

## Виконання та дійсність
Майже всі атрибути європейського патенту в Договірній державі, тобто право власності, дійсність і порушення, визначаються незалежно відповідно до відповідного національного законодавства, за винятком процедури заперечення, процедури обмеження та процедури анулювання, як обговорювалося вище. Хоча ЄПК накладає деякі загальні обмеження, ЄПК чітко приймає національне законодавство для тлумачення всіх істотних атрибутів європейського патенту в Договірній державі, за кількома винятками.

### Порушення
Порушення повністю передається національному законодавству та національним судам. В одному з небагатьох істотних втручань у національне законодавство EPC вимагає, щоб національні суди розглядали «прямий продукт запатентованого процесу» як порушення. «Ступінь захисту», який надається європейським патентом, визначається в першу чергу посиланням на формулу європейського патенту (а не розкриттям специфікації та креслень, як у деяких старих патентних системах), хоча опис і креслення повинні використовуватися як допоміжні засоби для тлумачення при визначенні значення формули винаходу. «Протокол щодо тлумачення статті 69 ЄПК» містить додаткові вказівки, що претензії слід тлумачити з використанням «справедливої» середньої позиції, а не як «сувору, буквальну», або як прості вказівки щодо розгляду опису та креслень, хоча, звичайно, навіть протокол підлягає національному тлумаченню. Автентичний текст європейської патентної заявки та європейського патенту є документами мовою провадження.
Усі інші матеріальні права, пов’язані з європейським патентом у Договірній державі, наприклад, які дії є порушенням (опосередковане та розділене порушення, порушення еквівалентами, екстериторіальне порушення, порушення поза терміном дії патенту з економічним ефектом протягом терміну дії патенту, порушення претензій щодо продукту процесами виготовлення чи використання, експорту, складання частин у ціле, що порушує права, тощо), наслідки історія судового переслідування щодо тлумачення претензій, засоби правового захисту за порушення або недобросовісне виконання (заборона, відшкодування збитків, гонорар адвокату, інші цивільні покарання за умисне порушення тощо), справедливий захист, співіснування національного дочірнього патенту EP та національного патенту на ідентичний об’єкт, право власності та переуступка, продовження терміну дії патенту для схвалення регулюючими органами тощо прямо передано національним законодавством.
Наприкінці 1990-х років національні суди видавали транскордонні судові заборони, що охоплювали всі юрисдикції ЄП, але це було обмежено Судом Справедливости. У двох справах у липні 2006 року щодо тлумачення статей 6.1 і 16.4 Брюссельської конвенції Суд Справедливости постановив, що європейські патенти є національними правами, які повинні забезпечуватися на національному рівні, що «неминуче», щоб порушення того самого європейського патенту розглядалися в кожному відповідному національному суді, навіть якщо позов подається проти однієї групи компаній, і що транскордонні судові заборони недоступні.

### Термін дії
Дійсність також передається переважно національному законодавству та національним судам. Стаття 138(1) обмежує застосування національного законодавства лише до наступних підстав недійсності та визначає, що стандарти для кожної підстави є стандартами національного законодавства:
- якщо об’єкт європейського патенту не є патентоспроможним відповідно до статей 52–57 ЄПК (див. розділ «Матеріальне патентне право» вище);
- якщо розкриття не дозволяє здійснити винахід фахівцем у цій галузі[en];
- якщо були внесені зміни[en], які виходять за межі змісту поданої заявки;
- якщо вимоги були розширені після надання, наприклад, у провадженні заперечення;
- неправомірний власник — у деяких юрисдикціях лише особа, яка претендує на право на європейський патент, може висунути цю конкретну підставу, тому недійсність патенту в результаті може стосуватися лише деяких осіб.[33]

## Строк (термін дії) європейського патенту
ЄПК вимагає, щоб усі юрисдикції надавали європейському патенту термін дії 20 років із дати подання, причому датою подання є фактична дата подання заявки на європейський патент або дата подання міжнародної заявки згідно з PCT, у якій зазначено ЄПО. Дата подання не обов’язково є датою пріоритету, яка може бути на рік раніше. Термін дії виданого європейського патенту може бути продовжений згідно з національним законодавством, якщо національне законодавство передбачає продовження терміну дії для компенсації регуляторного схвалення до виходу на ринок. Для країн-членів ЄЕЗ це за допомогою сертифіката додаткового захисту (SPC).

## Зв'язок з Договором про патентну кооперацію
Заявка на європейський патент може бути результатом подання міжнародної заявки відповідно до Договору про патентну кооперацію (PCT), тобто подання заявки PCT, а потім вступу в «європейську регіональну фазу», тобто переходу від міжнародної до європейської процедурних стадій. Таким чином, європейська патентна заявка називається «заявкою Євро-PCT», а ЄПВ діє як призначене або обране відомство. У разі суперечності між положеннями ЄПК та PCT положення PCT та її Регламенту мають перевагу над положеннями ЄПК.
Дванадцять держав-учасниць ЄПК, а саме Бельгія, Кіпр, Франція, Греція, Ірландія, Латвія, Мальта, Монако, Чорногорія, Нідерланди, Сан-Марино та Словенія, «закрили свій національний маршрут». Це означає, що для цих країн неможливо отримати національний патент через міжнародну (PCT) фазу без вступу до регіональної європейської фази та отримання європейського патенту. «Національний маршрут» для Італії було закрито до 30 червня 2020 року, але потім Італія знову відкрила його для заявок PCT, поданих 1 липня 2020 року або пізніше.

## Зауваження
1. ↑  Думка про те, що європейський патент видається як незалежні національні патенти в кожній зазначеній Договірній державі, дуже зручна з практичної точки зору. Однак дехто вважає цю точку зору неправильною:
"Думка про те, що після видачі європейський патент розпадається на пакет національних патентів у визначених Договірних державах, може здатися правдоподібною, але вона є неправильною як з юридичної, так і з системної точки зору", Singer/Stauder, The European Patent Convention, A Commentary, Мюнхен, 2003, стаття 2.
Погляд Зінґера/Штаудера, у свою чергу, видається скоріше теоретичним з огляду на рішення Європейського суду у справах Roche Nederland BV проти Primus та GAT проти LUK (див. також розділ «Захист та дійсність»), які підтвердили незалежний характер європейського патенту в кожній Договірній державі. Як написав Том Скурфілд у статті, коментуючи ці два рішення:
"(...) Європейський патент - це не більше, ніж пакет національних патентів, отриманих за однією заявкою. До тих пір, поки справжній патент спільноти не стане реальністю, здається ймовірним, що справжній захист прав спільноти буде продовжувати вислизати від власників патентів." Tom Scourfield, Jurisdiction and Patents: ECJ rules on forum for validity and cross-border patent enforcement, The CIPA Journal, August 2006, Volume 35 No. 8, p. 535.
2. ↑  Європейська патентна конвенція (ЄПК) застосовується також до французьких заморських територій. Див. Synopsis of the territorial field of application of international patent treaties (situation on 1 March 2013), EPO OJ 4/2013, p. 269, footnote 4.
3. ↑  Європейська патентна конвенція була ратифікована 7 жовтня 1977 року для Європейських Нідерландів. З 4 квітня 2007 року ЄПК застосовується також до Нідерландських Антильських островів (нині - Карибські Нідерланди, Кюрасао та Сінт-Мартен). Конвенція не застосовується до Аруби. Див. Synopsis of the territorial field of application of international patent treaties (situation on 1 March 2013), EPO OJ 4/2013, p. 269, footnote 6, and Шаблон:EPO Guidelines "Contracting States to the EPC".
4. ↑  Європейська патентна конвенція також застосовується до Острів Мен. Див. Synopsis of the territorial field of application of international patent treaties (situation on 1 March 2013), EPO OJ 4/2013, p. 269, footnote 7. Крім того, європейські патенти, що діють у Великобританії, також можуть бути зареєстровані в залежних від Корони та заморських територіях Ангілья, Бермудські острови, Британські Віргінські острови, Кайманові острови, Фолклендські острови, Гібралтар, Гернсі, Джерсі, Монтсеррат і острови Теркс і Кайкос, а також в країнах Британської Співдружності Беліз, Фіджі, Гренада, Гаяна, Кірибаті, Соломонові острови і Тувалу, як правило, протягом 3 років з моменту видачі європейського патенту, як це роз'яснюється у "Registration of European patents (UK) in crown dependencies, UK overseas territories and Commonwealth countries", OJ EPO 2018, A97. Нарешті, щодо реєстрації європейських патентних заявок та патентів у Спеціальному адміністративному регіоні (САР) Гонконг також можлива, див. "Patent protection in Hong Kong Special Administration Region", OJ EPO 2009, 546 and patent law in Hong Kong.
5. ↑  Однак Європейська патентна конвенція не застосовується до Ґренландії і Фарерських островів. Див. Synopsis of the territorial field of application of international patent treaties (situation on 1 March 2013), EPO OJ 4/2013, p. 269, footnote 3.